# 牛稠子 (彰化縣彰化市)
牛稠子，原寫為牛稠仔，是臺灣彰化縣彰化市的一個地名，位於該市中部偏西北。相較於今日行政區，其範圍大致包括茄南里西南部、下廍里不含西南端、阿夷里西南部、萬安里不含明德坑排水以西地區、陽明里不含西南部、里最東端、龍山里東北部、和調里、中庄里、復興里不含西南端、卦山里東北端、國聖里南部邊界地帶、福山里不含東南端、安溪里西北端。

## 歷史
台灣清治末期至日治初期，牛稠子地區為一街庄，稱為「牛稠仔庄」，隸屬於線東堡。該庄北與阿夷庄為鄰，東與大竹圍庄為鄰，南邊為南門口庄，西南邊為彰化街，西邊為西勢仔庄、新庄仔庄。
1901年（日治明治三十四年）11月，該庄隸屬於彰化廳。1909年（明治四十二年）10月，改隸屬於臺中廳。1920年（大正九年），該庄改制並改名為「牛稠子」大字，隸屬於臺中州彰化郡大竹庄，大字下有「牛稠子」、「中庄子」、「下廍」、「山腳」小字名。1933年12月，彰化街合併南郭庄、大竹庄，升格成為彰化市。
戰後彰化市隸屬於彰化縣，大字亦改制為里。由於都市化發展，牛稠子地區西部及西南部已成為彰化市區的一部分。

## 交通
台鐵縱貫線大致以東北—西南走向經過牛稠子地區西北部，境內雖未設站，但彰化車站即在西邊不遠處。該站為海線、山線的交會點，屬一等站，各級列車均有停靠。
國道1號大致以開口向東南的弧形經過本地區西北端，境內未設交流道，最近的是東北邊的王田交流道及西南邉的彰化交流道，由此等可快速前往台灣西部各地。
省道台1線（中山路三毁）又稱「縱貫公路」，為台北至屏東楓港的台灣西部平面幹道，大致以東北—西南走向經過本地區中部，往東北可前往大肚、清水、頭份等地，或於大肚溪北接省道台1乙線前往烏日、台中、大雅等地；往西南則可前往彰化市中心、員林、西螺、斗南等地。
省道台1丙線（金馬路二段）位於國道1號內側不遠處，兩者構成大致同心的弧形。該道路為南北向省道在彰化市區西北側的外環道，往東北轉東可至苦苓腳接省道台1線，再至三村莊接省道台14丙線，往南可至和東莊接省道台19線。
省道台14線（彰南路一段）為彰化至南投廬山的幹道，其西側端點位於本地區北部偏東的省道台1線路口，往東南可前往芬園、草屯、埔里、廬山等地。

## 學校
- 國立彰化師範大學進德校區
- 國立彰化師大附工
- 陽明國中
- 彰泰國中
- 大成國小
- 泰和國小